# (R)-4-ヒドロキシフェニル乳酸デヒドロゲナーゼ
(R)-4-ヒドロキシフェニル乳酸デヒドロゲナーゼ（(R)-4-hydroxyphenyllactate dehydrogenase）は、次の化学反応を触媒する酸化還元酵素である。
(R)-3-(4-ヒドロキシフェニル)乳酸 + NAD(P)+ {\displaystyle \rightleftharpoons } 3-(4-ヒドロキシフェニル)ピルビン酸 + NAD(P)H + H+
反応式の通り、この酵素の基質は(R)-3-(4-ヒドロキシフェニル)乳酸とNAD(P)+、生成物は3-(4-ヒドロキシフェニル)ピルビン酸とNAD(P)HとH+である。
組織名は(R)-3-(4-hydroxyphenyl)lactate:NAD(P)+ 2-oxidoreductaseで、別名に(R)-aromatic lactate dehydrogenase, D-hydrogenase, D-aryllactateがある。